# 石谷清豊
石谷 清豊（いしがや きよとし）は、江戸時代中期から後期の旗本。

## 生涯
田沼意誠の五男であったが、石谷清定の娘を妻として、清定の跡を継いだ。天明4年（1784年）11月18日、14歳の時に御小納戸となった。同年12月16日、布衣の着用を許された。天明5年（1785年）9月21日小姓となり、天明6年（1786年）徳川家治薨去に伴い、同年閏10月7日御小納戸に復帰し、天明8年（1788年）4月1日御小姓となり、寛政3年（1791年）12月16日従五位下・周防守に叙任された。寛政6年（1794年）2月25日御使番となったという。寛政9年（1797年）7月13日に駿府目付代となり、享和2年（1802年）1月21日に火事場見廻を兼務し、享和2年（1802年）10月8日に西丸目付となった。享和3年（1803年）12月23日に本丸目付に転じ、文化6年（1809年）4月29日には田安徳川家の家老となった。文化14（1817年）1月11日には大目付分限帳改となったという。
石谷清豊の跡に息子の石谷直吉（清香）が旗本となっているが、部屋住みのまま没したとされる。石谷清豊の家督は、息子である石谷左内が継いだ様子である。なお、左内が下記した子女のうちの誰かは不明である。

## 子女
- 女子
  - 詳細不明
- 石谷清香（直吉）
  - 徳川家慶の御伽となる。
- 直三郎
  - 詳細不明
- 直五郎
  - 詳細不明